# Cyclone (Band)
Cyclone ist eine belgische Thrash-Metal-Band aus Aalst, die im Jahr 1981 unter dem Namen Centurion gegründet wurde und sich 1993 wieder auflöste. Seit 2019 ist die Band wieder aktiv. 

## Geschichte
Die Band wurde im Jahr 1981 unter dem Namen Centurion gegründet. Nach der Veröffentlichung einiger Demos erreichte die Band einen Vertrag bei Roadrunner Records und veröffentlichte bei diesem Label ihr Debütalbum Brutal Destruction im Jahr 1986. Im Jahr 1990 folgte das zweite Album Inferior to None bei Justice Records. Das Album wurde von Eric Grief produziert. Die Veröffentlichung des Albums sollte die letzte darstellen, ehe sich die Band auflöste. Im Jahr 2007 wiederveröffentlichte das polnische Label Metal Mind Productions Brutal Destruction erneut, wobei die Auflage des Albums auf 2000 Stück begrenzt war.
Seitdem treten Cyclone wieder regelmäßig live auf und spielten unter anderem am Keep It True-Festival 2023 einen gefeierten Gig. Im Januar 2025 schrieb die Band über Facebook, dass sie derzeit ihr neues Album in Studio Porino (Antwerpen) aufnimmt.

## Stil
Die Band spielt klassischen Thrash Metal mit hohem Schreigesang. Der Gesang ist größtenteils schnell, „wie eine Punk-Version von Tom Araya“, mit gelegentlichen tieferen Grunts. Vergleichbar ist die Musik der Band mit Werken von anderen Gruppen wie Overkill, Metallica, Sacrifice, Sanctuary und Exodus. Die Musik „bewegt sich größtenteils im Mid/Up-Tempo-Bereich, glänzt durch grandiose Riffs und massig Breaks. Das Album [Inferior to None] ist auf keinen Fall geeignet mal so zwischendurch gehört zu werden, man muss sich mit der Scheibe schon einige Zeit beschäftigen […].“

## Diskografie
- 1983: Rehearsal 1983 (Demo, Eigenveröffentlichung)
- 1984: Demo ‘84 (Demo, Eigenveröffentlichung)
- 1985: In the Grip of Evil (Demo, Eigenveröffentlichung)
- 1986: Brutal Destruction (Album, Roadrunner Records)
- 1986: Metal Race (Split mit Iron Grey, Explorer und Lightning Fire, Roadrunner Records)
- 1990: Inferior to None (Album, Justice Records)